# Максорли, Марти
Ма́ртин Джеймс (Марти) Максо́рли (англ. Martin James McSorley; род. 18 мая 1963 года, Гамильтон, Онтарио, Канада) — канадский хоккеист, нападающий, защитник. Максорли играл в Национальной хоккейной лиге с 1983 по 2000 год. Будучи универсальным игроком, он мог играть на позиции защитника или нападающего. Известен своей жёсткой манерой игры и драками, занимает 4-е место в истории НХЛ по количеству набранных штрафных минут за карьеру (3381). Максорли был главным тренером клуба АХЛ «Спрингфилд Фэлконс» в 2002—2004 годах. Кроме хоккейной карьеры также известен как актёр, снявшийся в нескольких кино- и телефильмах и сериалах.

## Биография

### Игровая карьера
Максорли родился в Гамильтоне, Онтарио, а вырос в Кайуге, маленьком городке в графстве Халдиманд, Онтарио.
Он дебютировал в НХЛ в октябре 1983 года в составе «Питтсбург Пингвинз», но добился славы после обмена в «Эдмонтон Ойлерз» в 1985 году. Появление Максорли вскоре сделало бесполезным пребывание в «Эдмонтоне» известного тафгая Дейва Семенко, после ухода которого Максорли унаследовал неофициальный «титул» «Телохранителя Уэйна Гретцки».
Это звание сохранилось за ним и в «Лос-Анджелес Кингз», куда Гретцки и Максорли (вместе с Майком Крушельницки) были обменяны в 1988 году. В «Лос-Анджелесе» грозный стиль игры Максорли быстро сделал его любимцем болельщиков. Однако, несмотря на это, Максорли стремился усовершенствовать свою игру помимо навыков тафгая, в итоге заслужив уважение в лиге за своё трудолюбие, умение играть на команду, а также за интеллигентность вне льда.
В 1993 году «Кингз» дошли до финала Кубка Стэнли, где встретились с «Монреаль Канадиенс». После победы в первой игре «Лос-Анджелес» вел во второй — 2:1. В один из моментов игры тогдашний главный тренер «Монреаля» Жак Демер обратился к судье с просьбой измерить угол загиба клюшки у Максорли. После соответствующих измерений выяснилось, что загиб клюшки Максорли не соответствует правилам. Максорли получил удаление, «Канадиенс» сравняли счет, переведя игру в овертайм, в котором забросили победную шайбу, после чего смогли выиграть и всю серию в пяти матчах, поставив «выскочек» из «Лос-Анджелеса» на место (впрочем, после этого канадские команды ни разу не выиграли финал Кубка Стэнли). Несмотря на этот эпизод, в плей-офф 1993 года Максорли сыграл очень полезно: набрал 10 очков и забросил единственную шайбу своей команды в последнем матче финала. Многие полагают, что в «Лос-Анджелесе» Максорли был вторым после Гретцки по полезности в плей-офф.
В августе 1993 года Максорли был обменян в «Питтсбург» на нападающего Шона Макэкерна. Однако, в «Питтсбурге» он оставался недолго, сыграв всего 47 матчей. «Кингз», осознав, что обмен Максорли был ошибкой, вернули его 16 февраля 1994 года. Вернувшись в состав «Лос-Анджелеса», Максорли сделал голевой пас Гретцки, когда последний забросил свою 802-ю шайбу, побившую рекорд всех времен по количеству заброшенных шайб в регулярных чемпионатах, принадлежавший Горди Хоу.
14 марта 1996 года в результате большой сделки Максорли был обменян в «Нью-Йорк Рейнджерс».
После окончания сезона 1995-96 Максорли перешёл в «Сан-Хосе Шаркс». В составе «Сан-Хосе» Максорли провел два сезона, серьёзно подпорченных травмами. В октябре 1998 года Максорли перешёл в «Эдмонтон» как свободный агент. Его второй приход в «Эдмонтон» ограничился пребыванием на вторых ролях, и в декабре 1999 года он подписал контракт с «Бостон Брюинз». В том сезоне карьера Максорли неожиданным и неприятным образом завершилась 21 февраля 2000 года в матче против «Ванкувер Кэнакс».

### Инцидент с нападением
21 февраля 2000 года за 3 секунды до конца матча против «Ванкувер Кэнакс» Максорли ударил клюшкой Дональда Брашира по голове и шлему. После удара Брашир упал на спину и сильно ударился головой о лед. В результате падения и контакта со льдом Брашир потерял сознание и получил сотрясение мозга.
После разбирательства данного инцидента Максорли был дисквалифирован до конца сезона 1999—2000 (включая плей-офф) и пропустил 23 игры. 4 октября 2000 года суд расценил действия Максорли как вооруженное нападение на Брашира. Его условно осудили на 18 месяцев. Такой суровый приговор за атаку игрока на льду был вынесен впервые с 1988 года, когда к тюремному сроку был приговорен Дино Сиссарелли.
После вынесения приговора дисквалификация Максорли была увеличена до одного календарного года (по 21 февраля 2001 года включительно). В НХЛ Максорли больше не играл.

### Великобритания
Во время своей дисквалификации Максорли попытался продолжить карьеру в Великобритании, в клубе «Лондон Найтс», где тренером работал его старший брат Крис. Однако IIHF наложила запрет на этот переход в знак уважения к НХЛ. Попытка Максорли перейти в немецкий клуб «Мюнхен Баронс» также провалилась — стороны не смогли договориться относительно пункта контракта, позволявшего Максорли вернуться в НХЛ после окончания дисквалификации. Остаток сезона Максорли провел в клубе IHL «Гранд Рэпидз Гриффинс», приняв участие в 14 матчах.
Осенью 2001 года после окончания срока дисквалификации Максорли снова обратил взор в сторону Европы. Они вместе с братом имели намерения приобрести переживавший не лучшие времена клуб «Кардифф Дэвилз» — Максорли хотел попробовать себя в новой роли играющего тренера, а также преследовал цель популяризировать хоккей в Великобритании.
В ноябре 2001 года Максорли в качестве специального гостя принял участие в серии выставочных матчей между сборной Великобритании и «Кардифф Дэвилз» в составе обеих команд. Однако в итоге сделка не состоялась.

### Статистика
| 1981-82     | Бельвиль Буллз        | OHL         | 58  | 6   | 13  | 19  | 234  | —   | —  | —  | —  | —   |
| 1982-83     | Бельвиль Буллз        | OHL         | 70  | 10  | 41  | 51  | 183  | 4   | 0  | 0  | 0  | 7   |
| 1982-83     | Балтимор Скипджэкс    | АХЛ         | 2   | 0   | 0   | 0   | 22   | —   | —  | —  | —  | —   |
| 1983-84     | Питтсбург Пингвинз    | НХЛ         | 72  | 2   | 7   | 9   | 224  | —   | —  | —  | —  | —   |
| 1984-85     | Питтсбург Пингвинз    | НХЛ         | 15  | 0   | 0   | 0   | 15   | —   | —  | —  | —  | —   |
| 1984-85     | Балтимор Скипджэкс    | АХЛ         | 58  | 6   | 24  | 30  | 154  | 14  | 0  | 7  | 7  | 47  |
| 1985-86     | Эдмонтон Ойлерз       | НХЛ         | 59  | 11  | 12  | 23  | 265  | 8   | 0  | 2  | 2  | 50  |
| 1985-86     | Нова Скоуша Ойлерз    | АХЛ         | 9   | 2   | 4   | 6   | 34   | —   | —  | —  | —  | —   |
| 1986-87     | Эдмонтон Ойлерз       | НХЛ         | 41  | 2   | 4   | 6   | 159  | 21  | 4  | 3  | 7  | 65  |
| 1986-87     | Нова Скоуша Ойлерз    | АХЛ         | 7   | 2   | 2   | 4   | 48   | —   | —  | —  | —  | —   |
| 1987-88     | Эдмонтон Ойлерз       | НХЛ         | 60  | 9   | 17  | 26  | 223  | 16  | 0  | 3  | 3  | 67  |
| 1988-89     | Лос-Анджелес Кингз    | НХЛ         | 66  | 10  | 17  | 27  | 350  | 11  | 0  | 2  | 2  | 33  |
| 1989-90     | Лос-Анджелес Кингз    | НХЛ         | 75  | 15  | 21  | 36  | 322  | 10  | 1  | 3  | 4  | 18  |
| 1990-91     | Лос-Анджелес Кингз    | НХЛ         | 61  | 7   | 32  | 39  | 221  | 12  | 0  | 0  | 0  | 58  |
| 1991-92     | Лос-Анджелес Кингз    | НХЛ         | 71  | 7   | 22  | 29  | 268  | 6   | 1  | 0  | 1  | 21  |
| 1992-93     | Лос-Анджелес Кингз    | НХЛ         | 81  | 15  | 26  | 41  | 399  | 24  | 4  | 6  | 10 | 60  |
| 1993-94     | Питтсбург Пингвинз    | НХЛ         | 47  | 3   | 18  | 21  | 139  | —   | —  | —  | —  | —   |
| 1993-94     | Лос-Анджелес Кингз    | НХЛ         | 18  | 4   | 6   | 10  | 55   | —   | —  | —  | —  | —   |
| 1994-95     | Лос-Анджелес Кингз    | НХЛ         | 41  | 3   | 18  | 21  | 83   | —   | —  | —  | —  | —   |
| 1995-96     | Лос-Анджелес Кингз    | НХЛ         | 59  | 10  | 21  | 31  | 148  | —   | —  | —  | —  | —   |
| 1995-96     | Нью-Йорк Рейнджерс    | НХЛ         | 9   | 0   | 2   | 2   | 21   | 4   | 0  | 0  | 0  | 0   |
| 1996-97     | Сан-Хосе Шаркс        | НХЛ         | 57  | 4   | 12  | 16  | 186  | —   | —  | —  | —  | —   |
| 1997-98     | Сан-Хосе Шаркс        | НХЛ         | 56  | 2   | 10  | 12  | 140  | —   | —  | —  | —  | —   |
| 1998-99     | Эдмонтон Ойлерз       | НХЛ         | 46  | 2   | 3   | 5   | 101  | 3   | 0  | 0  | 0  | 2   |
| 1999-00     | Бостон Брюинз         | НХЛ         | 27  | 2   | 3   | 5   | 62   | —   | —  | —  | —  | —   |
| 2000-01     | Гранд Рэпидз Гриффинс | IHL         | 14  | 0   | 2   | 2   | 36   | —   | —  | —  | —  | —   |
| Всего в НХЛ | Всего в НХЛ           | Всего в НХЛ | 961 | 108 | 251 | 359 | 3381 | 115 | 10 | 19 | 29 | 374 |

### Тренерская карьера
Максорли работал главным тренером клуба АХЛ «Спрингфилд Фэлконс» с 2002 по 2004 год.

### Кино- и телекарьера
С 1995 по 1997 год Максорли сыграл в эпизодических ролях в четырёх фильмах: «Плохие парни» (1995), «Прощание с Парижем» (1995), «Воздушная тюрьма» (1997) и «Без тормозов» (1997).
В течение сезона 2005-06 Максорли работал на телеканале Fox Sports West в Лос-Анджелесе, исполняя обязанности студийного аналитика на матчах «Лос-Анджелес Кингз» и «Майти Дакс оф Анахайм».
В сезоне 2006-07 Максорли работал комментатором матчей «Сан-Хосе Шаркс» на телеканале FSN Bay Area. Его работа в этой должности загадочным образом прекратилась во время серии плей-офф против «Детройт Ред Уингз», когда перед 3-й игрой было объявлено, что Максорли не вернется к комментариям по личным причинам. Никаких дальнейших объяснений не последовало.
Максорли снялся в эпизоде «Городские отморозки» четвёртого сезона телесериала C.S.I.: Место преступления Майами.
В 2007 году появился в качестве «звездного гостя» в молодёжном телесериале «Университет» в роли самого себя в образе хоккейного вратаря.
В феврале 2008 года Максорли принимал участие в реалити-шоу Pros vs. Joes на телеканале Spike TV.
Канадская певица и музыкант Кэтлин Эдвардс написала песню I Make the Dough, You Get the Glory, в которой есть слова: «You’re the Great One, I’m Marty McSorley…, I make the dough, but you get the glory», что можно перевести примерно так: «Ты — Великий [прозвище Уэйна Гретцки], я — Марти Максорли… Я ношу рояль, а ты на нём играешь». Максорли снялся в клипе на эту песню.

### Личная жизнь
Максорли в настоящее время[какое?] проживает в Хермоса-Бич, Калифорния. Женился на бывшей волейболистке Лиэнн Шустер в августе 2002 года. В 2007 году у них родилась дочь Эмма.

## Достижения
- Двукратный обладатель Кубка Стэнли (1987 и 1988) в составе «Эдмонтон Ойлерз».
- Обладатель награды НХЛ «Плюс-минус» в 1991 году.